# Leonīds Breikšs
Leonīds Breikšs (Yelizarovo, 1908 – Saràtov, 1942) fou un poeta, periodista i patriota letó. El seu estil basat en Letònia l'inclou en el corrent de contemporanis com Aleksandrs Pelecis, Jānis Medenis, Gunars Freimanis, Bronislava Martuzeva i Anda Lice, que van patir el terror dels bolxevics el 1941. Breikšs va escriure els poemes com «Credo de Letònia», «Oració» i «Llegat sagrat», que va esdevenir una cançó nacionalista musicada per Janis Norvilis. Va publicar diverses obres poètiques i polítiques durant la dècada de 1930. El seu tercer i últim poemari es va publicar pòstumament, després de morir en un gulag soviètic a Saràtov el setembre de 1942.